# Tellegens teorem
Tellegens teorem är ett av de mest kraftfulla satserna inom nätverksteorin. Det gavs av den holländske ingenjören Bernard Tellegen som presenterade det första gången 1952. Teoremet är basen i många andra teorem inom nätverksteori. Tellegens teorem ger ett enkelt samband mellan storheter som uppfyller Kirchhoffs lagar för elektriska nät.
Tellegenteoremet är tillämpligt på en mängd nätverkssystem. De grundläggande antagandena för systemen är bevarandet av flödet av extensiva storheter (Kirchhoffs strömlag) och det unika med potentialerna vid nätverksnoderna (Kirchhoffs spänningslag). Tellegenteoremet ger ett användbart verktyg för att analysera komplexa nätverkssystem som elektriska kretsar, biologiska och metaboliska nätverk, rörledningstransportnät och kemiska processnätverk.

## Teoremet
Tänk på ett godtyckligt klumpat nätverk som har {\displaystyle b} grenar och {\displaystyle n} noder. I ett elektriskt nätverk är grenarna tvåterminalkomponenter och noderna är sammankopplingspunkter. Antag att vi till varje gren godtyckligt tilldelar en grenpotentialskillnad  {\displaystyle W_{k}} och en grenström {\displaystyle F_{k}} för {\displaystyle k=1,2,\dots ,b}, och antag att de mäts med avseende på godtyckligt valda förknippade referensriktningar. Om grenpotentialskillnaderna {\displaystyle W_{1},W_{2},\dots ,W_{b}} uppfyller alla de begränsningar som spänningslagen ställer och om grenströmmarna {\displaystyle F_{1},F_{2},\dots ,F_{b}} tillfredsställer alla begränsningar som strömlagen ställer, då 
{\displaystyle \sum _{k=1}^{b}W_{k}F_{k}=0.}
Tellegens teorem är mycket allmängiltigt och gäller för alla klumpade nätverk som innehåller alla element, linjära eller ickelinjära, passiva eller aktiva, tidsvarierande eller tidsinvarianta. Generaliteten förlängs när {\displaystyle W_{k}} och {\displaystyle F_{k}} är linjära operationer på uppsättningen av potentialskillnader och på uppsättningen av (respektive) grenströmmar eftersom linjära operationer inte påverkar Kirchhoffs lagar. Till exempel kan den linjära operationen vara medelvärdet eller Laplacetransformen. Mer allmänt kallas operatorer som bevarar spänningslagen Kirchhoff-spänningsoperatorer, operatorer som bevarar strömlagen kallas Kirchhoff-strömoperatorer och operatorer som bevarar båda kallas helt enkelt Kirchhoff-operatorer. Dessa operatorer behöver inte nödvändigtvis vara linjära för att Tellegens teorem ska gälla.
Uppsättningen av strömmar kan också väljas ut vid en annan tidpunkt än uppsättningen av potentialskillnader eftersom Kirchhoffs lagar är sanna vid alla tidpunkter. En annan förlängning är när uppsättningen av potentialskillnader {\displaystyle W_{k}} är från ett nätverk och uppsättningen strömmar {\displaystyle F_{k}} är från ett helt annat nätverk. Så länge som de två nätverken har samma topologi (samma incidensmatris) förblir Tellegens teorem sant. Denna utvidgning av teoremet leder till många satser som rör tvåportsnätverk.

## Definitioner
Man måste införa några nödvändiga nätverksdefinitioner för att ge ett kompakt bevis. 
Incidensmatris:
{\displaystyle n\times b} matrix {\displaystyle \mathbf {A_{a}} } kallas nod-till-gren-incidensmatris för matriselementen {\displaystyle a_{ij}} som
{\displaystyle a_{ij}={\begin{cases}1,&{\text{om strömmen i gren }}j{\text{ lämnar nod }}i\\-1,&{\text{om strömmen i gren}}j{\text{ kommer till nod }}i\\0,&{\text{annat}}\end{cases}}}
En referens- eller datumnod {\displaystyle P_{0}} introduceras för att representera miljön och kopplas till alla dynamiska noder and terminaler. De {\displaystyle (n-1)\times b} matrix {\displaystyle \mathbf {A} }, där raden som innehåller elementen {\displaystyle a_{0j}} av referensnoden {\displaystyle P_{0}} elimineras, kallas reducerad incidensmatris.
Bevarandelagarna (strömlagen) i vektormatrisform:
{\displaystyle \mathbf {A} \mathbf {F} =\mathbf {0} }
Unikhetsvillkoret för potentialerna (spänningslagen) i vektormatrisform:
{\displaystyle \mathbf {W} =\mathbf {A^{T}} \mathbf {w} }
där {\displaystyle w_{k}} är de absoluta potentialerna vid noderna relativt referensnoden {\displaystyle P_{0}}.

## Bevis
Med användning av spänningslagen:
{\displaystyle {\begin{aligned}\mathbf {W^{T}} \mathbf {F} =\mathbf {(A^{T}w)^{T}} \mathbf {F} =\mathbf {(w^{T}A)} \mathbf {F} =\mathbf {w^{T}AF} =\mathbf {0} \end{aligned}}}
därför att {\displaystyle \mathbf {AF} =\mathbf {0} } enligt strömlagen. Så:
{\displaystyle \sum _{k=1}^{b}W_{k}F_{k}=\mathbf {W^{T}} \mathbf {F} =0}

## Tillämpning
Nätverksanaloger har konstruerats för en mängd olika fysiska system och har visat sig vara mycket användbara för att analysera deras dynamiska beteende. Det klassiska tillämpningsområdet för nätverksteori och Tellegens teorem är elektrisk kretsteori. Den används främst för att utforma filter för signalbehandlingsapplikationer.
En nyare tillämpning av Tellegens teorem finns inom området kemiska och biologiska processer. Antagandena för elektriska kretsar (Kirchhoff-lagarna) är generaliserade för dynamiska system som följer lagarna för irreversibel termodynamik. Topologi och struktur hos reaktionsnätverk (reaktionsmekanismer, metabola nätverk) kan analyseras med hjälp av Tellegens teorem.
En annan tillämpning av Tellegens teorem är att bestämma stabilitet och optimalitet för komplexa processystem som kemiska anläggningar eller oljeproduktionssystem. Tellegens teorem kan formuleras för processystem som använder processnoder, terminaler, flödesanslutningar och tillåter sänkor och källor för produktion eller destruktion av stora kvantiteter.
En formulering för Tellegens teorem om processsystem: 
{\displaystyle \sum _{j=1}^{n_{P}}W_{j}{\frac {\operatorname {d} Z_{j}}{\operatorname {d} t}}=\sum _{k=1}^{b}W_{k}f_{k}+\sum _{j=1}^{n_{P}}w_{j}p_{j}+\sum _{j=1}^{n_{t}}w_{j}t_{j},\quad j=1,\dots ,n_{p}+n_{t}}
där {\displaystyle p_{j}} är produktionstermerna, {\displaystyle t_{j}} are terminalanslutningarna, och{\displaystyle {\frac {\operatorname {d} Z_{j}}{\operatorname {d} t}}} är de dynamiska lagringsvillkoren för de extensiva variablerna.